# Patty Hearst (film)
Cet article concerne un film. Pour l'héritière de la presse Hearst, voir Patricia Hearst.
Pour plus de détails, voir Fiche technique et Distribution.
Patty Hearst est un film américano-britannique réalisé par Paul Schrader et sorti en 1988. Il s'agit d'un film biographique sur Patricia Hearst, adapté de l'ouvrage Every Secret Thing de Patricia Hearst et Alvin Moscow.
Il est présenté au festival de Cannes 1988.

## Synopsis
Petite-fille du magnat de la presse William Randolph Hearst, Patricia Hearst — âgée de 19 ans — est enlevée par l'Armée de libération symbionaise en 1974. Tout d'abord victime du groupuscule terroriste, la jeune femme va peu à peu se rallier à la cause de ses ravisseurs, touchée par le syndrome de Stockholm. Rebaptisée Tania, elle va participer aux activités criminelles du groupe armé, notamment un braquage à San Francisco.

## Fiche technique
- Titre original et français : Patty Hearst
- Réalisation : Paul Schrader
- Scénario : Nicholas Kazan, d'après le livre Every Secret Thing de Patricia Hearst et Alvin Moscow
- Musique : Scott Johnson
- Photographie : Bojan Bazelli
- Montage : Michael R. Miller (de)
- Production : Marvin Worth (en)
- Sociétés de production : Atlantic Entertainment Group et Zenith Entertainment (en)
- Société de distribution : Atlantic Entertainment Group (États-Unis), Cannon France (France)
- Pays de production :  États-Unis,  Royaume-Uni
- Langue originale : anglais
- Format : Couleur - Stéréo - 35 mm - 1.85:1
- Genre : drame biographique
- Durée : 110 minutes
- Dates de sortie[1] :
  - France : 13 mai 1988 (festival de Cannes)
  - États-Unis, Canada : 23 septembre 1988
  - France : 9 novembre 1988
- Classification[2] :
  - États-Unis : R
  - France : tous publics

## Distribution
- Natasha Richardson : Patricia « Patty » Hearst
- William Forsythe (VF : Marc Alfos) : William Harris dit « Général Teko »
- Ving Rhames (VF : Med Hondo) : Donald DeFreeze (en) dit « Cinque Mtume »
- Frances Fisher : Emily Harris (Yolanda)
- Jodi Long : Wendy Yoshimura (en)
- Dana Delany (VF : Céline Montsarrat) : Angela Atwood
- Marek Johnson : Patricia Soltysik
- Olivia Barash : Nancy Ling Perry
- Kitty Swink (en) : Camilla Hall
- Peter Kowanko : Willie Wolfe dit « Cujo »
- Tom O'Rourke : Jim Browning
- Scott Kraft :  Steven Weed
- Jeff Imada : le voisin
- Ermal Williamson : Randolph A. Hearst
- Elaine Revard : Catherine Hearst
- Destiny Reyes Allstun : Vicky Hearst

## Production
Le tournage a lieu en Californie (San Francisco, Anaheim, Los Angeles).

## Distinctions

### Nomination
- Festival de Cannes 1988 : en compétition pour la Palme d'or